# Valentina Bergamaschi
Valentina Bergamaschi (Varese, 22 januari 1997) is een voetbalspeelster uit Italië. Ze speelt als middenvelder voor AS Roma in de Serie A.

## Clubcarrière
Bergamaschi werd geboren in Varese en groeide op bij haar ouders in Cittiglio. Ze begon met voetballen bij FC Caravete, een jongensteam waarvan ze onderdeel uitmaakte tot haar negende.
Bergamaschi werd gevolgd door meerdere clubs uit hogere divisies, maar koos voor een dienstverband bij Alto Verbano, een club die uitkwam in de regionale Serie D. Onder andere door haar prestaties bij de club, wist deze promotie naar de Serie C voor het seizoen 2012/13 af te dwingen.
Tijdens de 2014 zomerstop maakte Bergamaschi de overstap naar Rapid Lugano, waarmee ze in eerste instantie actief was in de Zwitserse Nationalliga B. Ook met deze club wist ze te promoveren naar de Super League, het hoogste vrouwenvoetbalniveau van Zwitserland, aan het einde van het seizoen 2014/15. Voor de start van het nieuwe seizoen verliet de vrouwenafdeling Rapid Lugano en ging over in Lugano 1976. Bergamaschi bleef de club trouw. Voorafgaand aan het seizoen 2016/17 maakte ze de overstap naar het eveneens Zwitserse FC Neunkirch. Met deze club won ze in het seizoen 2016/17 de Zwitserse beker en werd ze in hetzelfde seizoen topscoorster met 24 doelpunten. In juni 2017 trok FC Neunkirch zich echter terug uit de Zwitserse Super League waardoor Bergamaschi transfervrij op zoek kon naar een nieuwe club. Een maand later vond ze in haar geboorteland in Brescia haar nieuwe werkgever. Voor deze club maakte ze haar debuut in de Serie A.
Na een jaar tekende ze een contract bij het nieuw opgerichte AC Milan, dat de licentie vanaf het seizoen 2018/19 overnam van Brescia.
Op 25 juni 2024 tekende Bergamaschi een driejarig contract bij competitiegenoot Juventus FC. Na een jaar vertrok ze echter alweer naar AS Roma, waar ze eveneens voor drie jaar tekende.

## Statistieken
| Seizoen | Club        | Land   | Competitie | Wedstrijden | Doelpunten |
| ------- | ----------- | ------ | ---------- | ----------- | ---------- |
| 2017/18 | Brescia     | Italië | Serie A    | 14          | 7          |
| 2018/19 | AC Milan    | Italië | Serie A    | 15          | 2          |
| 2019/20 | AC Milan    | Italië | Serie A    | 15          | 1          |
| 2020/21 | AC Milan    | Italië | Serie A    | 19          | 2          |
| 2021/22 | AC Milan    | Italië | Serie A    | 22          | 7          |
| 2022/23 | AC Milan    | Italië | Serie A    | 25          | 2          |
| 2023/24 | AC Milan    | Italië | Serie A    | 23          | 2          |
| 2024/25 | Juventus FC | Italië | Serie A    | 19          | 4          |
| 2025/26 | AS Roma     | Italië | Serie A    | 0           | 0          |
| Totaal  | Totaal      | Totaal | Totaal     | 152         | 27         |

Laatste update: 1 augustus 2025

## Interlandcarrière
Bergamaschi werd voor het eerst opgeroepen voor het Italiaanse nationale team voor een internationaal toernooi in Manaus, Brazilië. Met Italië kwam ze uit op het WK 2019 in Frankrijk en het EK 2022 in Engeland.